# Houghia optica
Houghia optica là một loài ruồi trong họ Tachinidae.